# Riff, PD 18245
Riff, PD#18245 is een kunstwerk in Biddinghuizen in Flevoland. Het is gemaakt door Bob Gramsma. Het kunstwerk is ontworpen ter gelegenheid van honderdjarig bestaan van de Zuiderzeewet. Het is onderdeel van de collectie landschapskunst van Flevoland.

## Omschrijving
Het kunstwerk bestaat uit een 7 meter hoog betonnen klomp die steunt op palen. Titel en vorm verwijzen naar een rif: een rots onder water. De bouw vond plaats door eerst een enorme berg van landbouwgrond en Zuiderzeebodemresten te storten. Hierin werd een gat gegraven waarna via spuitbeton de buitenkant van het geraamte gemaakt kon worden. Via een stalen constructie werd stevigheid gegeven aan dit geraamte. De bovenkant is via een vlakke betonnen plaat dichtgemaakt. Het kunstwerk is dus niet massief, maar heeft binnenin een holle ruimte. Een trappetje leidt naar boven en biedt uitzicht over die betonnen plaat. 

## Geschiedenis
De bouw van het kunstwerk dateert naar begin 2018 toen er vanuit de provincie Flevoland de wens was om een monument te bouwen vanwege het 100-jarig bestaan van de Zuiderzeewet in dat jaar. De provincie deed een oproep aan diverse kunstenaars. Er werd uiteindelijk gekozen voor het ontwerpvoorstel van Bob Gramsma: een verhoogd stukje land op betonnen palen. De bouw begon in het voorjaar van 2018 en de onthulling vond plaats op 12 oktober 2019.
De inwijding van het kunstwerk in november 2018 ging gepaard met de boekpresentatie van 'De Groene Horizon', een uitgave van Staatsbosbeheer en Rijksdienst voor het Cultureel Erfgoed (ISBN 9789068687668).
Een paar weken na de opening van het monument werd de trap die leidt naar een uitkijkpunt afgesloten omdat mensen vanuit deze plek bovenop het monument konden klimmen. Dat zou gevaarlijke situaties kunnen opleveren, omdat er geen reling is aan de randen. Het kunstwerk kreeg spijlen van 1.3 meter hoog en heropende in november 2020.

## Naamgeving
Riff, PD#18245 is de officiële naam van het monument en is gekozen door de kunstenaar. Riff is de Engelse benaming voor rif: een rots onder water, wat het kunstwerk uitbeeldt. PD staat voor public domain. Het nummer dat achter het hekje staat is opgebouwd uit twee losse nummers: 18 en 245. Nummer 18 staat voor het jaar van de begin van de bouw en 245 is een inventarisnummer van de kunstenaar zelf, omdat dit zijn 245e werk is.

## Galerij

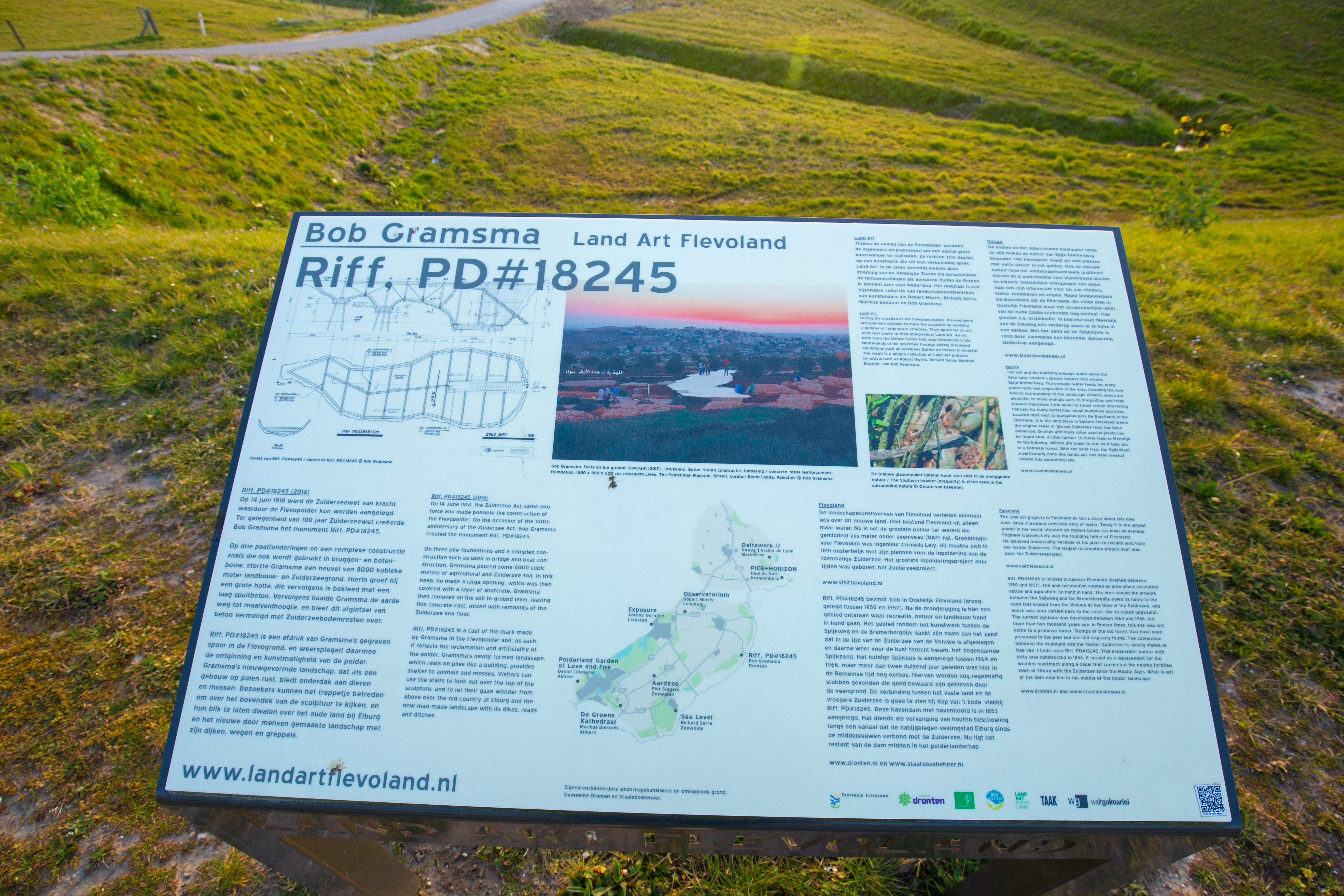
Informatiebord tegenover het kunstwerk
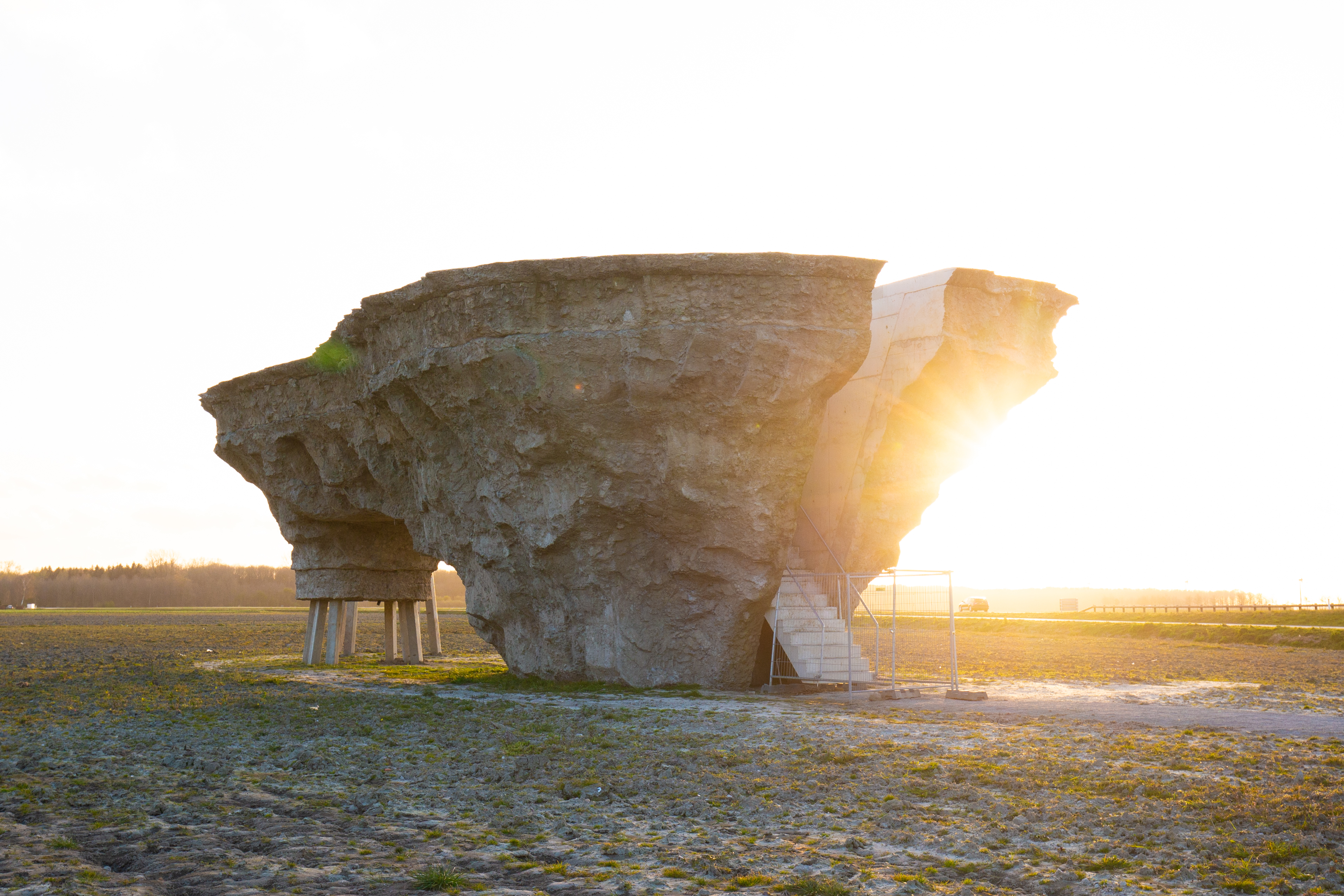
Zijaanzicht
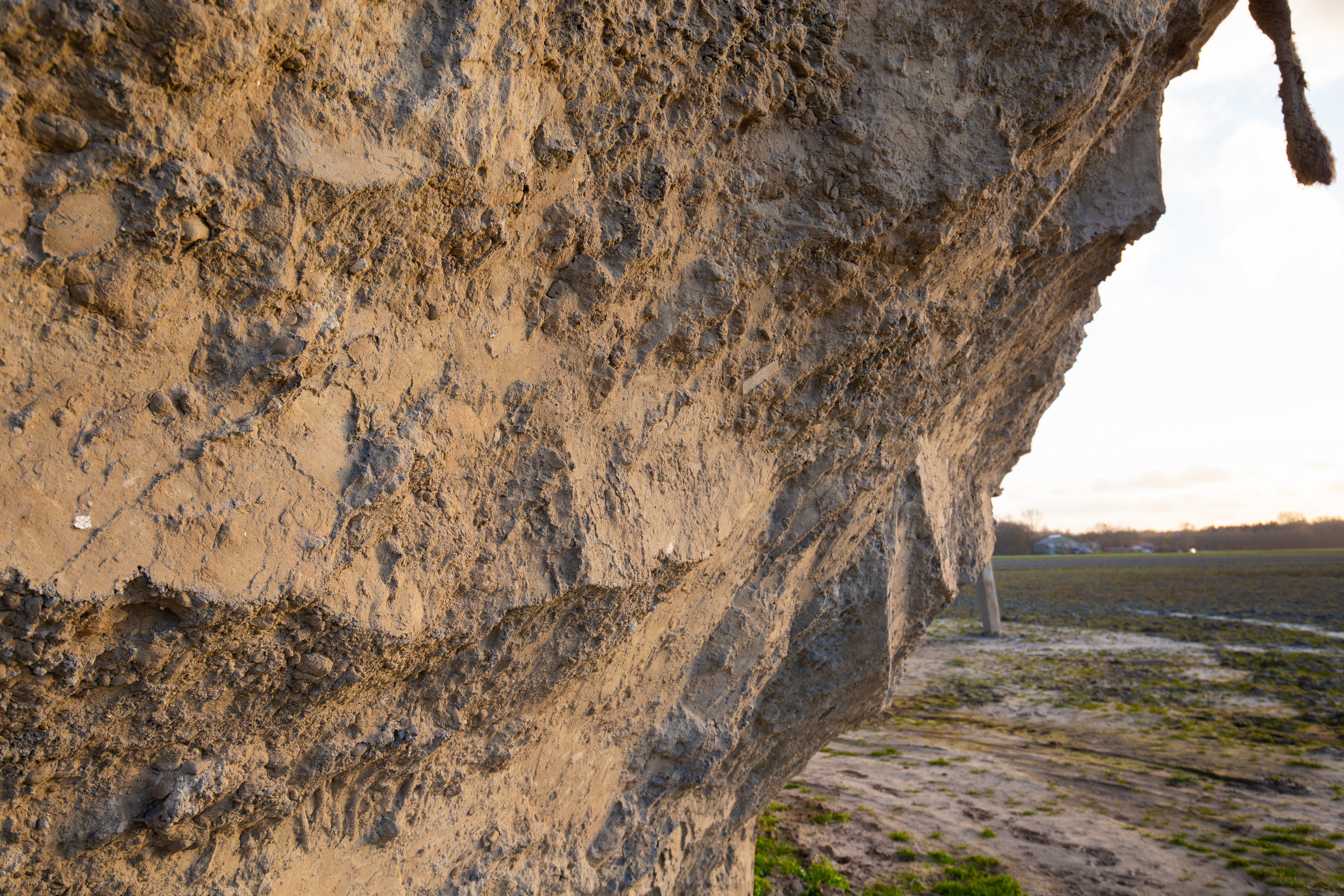
Detail van het betonnen geraamte